# Aitoliko
Aitoliko (greacă Αιτωλικό) este un oraș în Grecia în prefectura Aetolia-Acarnania.